# Ghetoul Cehei
Ghetoul Cehei a fost un ghetou nazist aflat în Șimleu Silvaniei, sub administrația Ungariei fasciste, activ în primăvara anului 1944. În urma a 3 transporturi, 7,851 evrei au fost deportați la Auschwitz, majoritatea acestora fiind omorâți.
1,200 de evrei au supraviețuit Holocaustului, dar s-au relocat în alte orașe mari ale României, dar și în Israel, SUA sau Canada, numărul evreilor din comunitatea locală fiind în prezent de aproximativ 50.